# Noctueliopsis rhodoxanthinalis
Noctueliopsis rhodoxanthinalis là một loài bướm đêm trong họ Crambidae.